# 学校制服
学校制服（がっこうせいふく、英語: school uniform）とは、主に学校機関で用いられる制服、標準化された服飾セットである。
多くの国では、初等学校や中等学校で普及している（以下リストを参照）。制服はその学校のドレスコードの基礎となっている。
男子制服はダークのズボンと明るい色のシャツ、時折ネクタイを採用する傾向がある。女子制服は国や学校制度によって非常に多様であるが、典型的にはドレスまたはブラウスと、スカートまたはキュロットまたはジャンパースカート を採用する傾向がある。いくつかの国は女子にズボンを認めている。ブレザーやスーツに似たジャケットは男女とも一般的で、とりわけ気候の寒い国に多い。
いくつかの国はすべての学校に共通の標準制服制度を持っているが、他の国では学校ごとに個別の制服を持っており、色やバッジで違いを出している。制服がある学校は、規定が校則に明記されている場合が多い。

## 各国の学校制服

### アメリカ合衆国

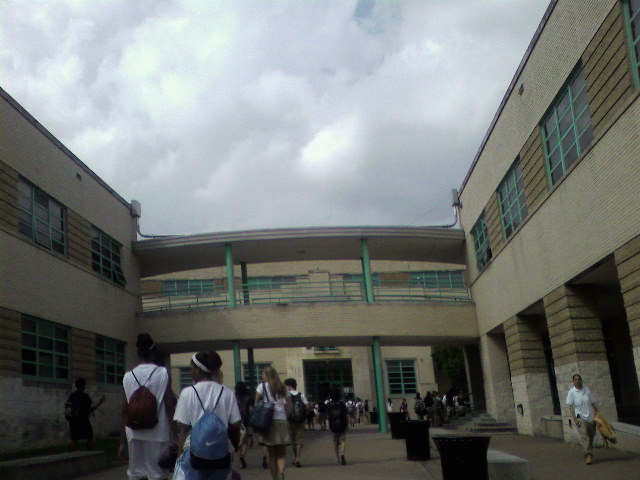
テキサス州ヒューストンの公立学校にて制服を着用した男子生徒

アメリカ合衆国ではほとんどすべての学校が何かしらドレスコードを制定している。生徒の服飾について、どの色や種類の服を着用できるか、どの種の服飾アクセサリーが許されるかなどの規制が存在する。米国の制服は典型的にはインフォーマル (smart casual) であり、英国やラテンアメリカのような厳密なドレスコードではない。一般的には、ドレスコードは以下のような記載で構成される。

#### 男子のドレスコード
採用例は少ないが、女子制服として日本と同様のセーラー服が採用されている例もある。
- Katherine Delmar Burke School - サンフランシスコにある学校
- ハワイ聖心女学校[1]

1996年にクリントン大統領が一般教書演説で制服導入の必要性を大きく打ち出したことで、都市部の学校の41％が制服を導入した。制服採用は私立の名門校と低所得者地域の公立校に多い。

### アルゼンチン

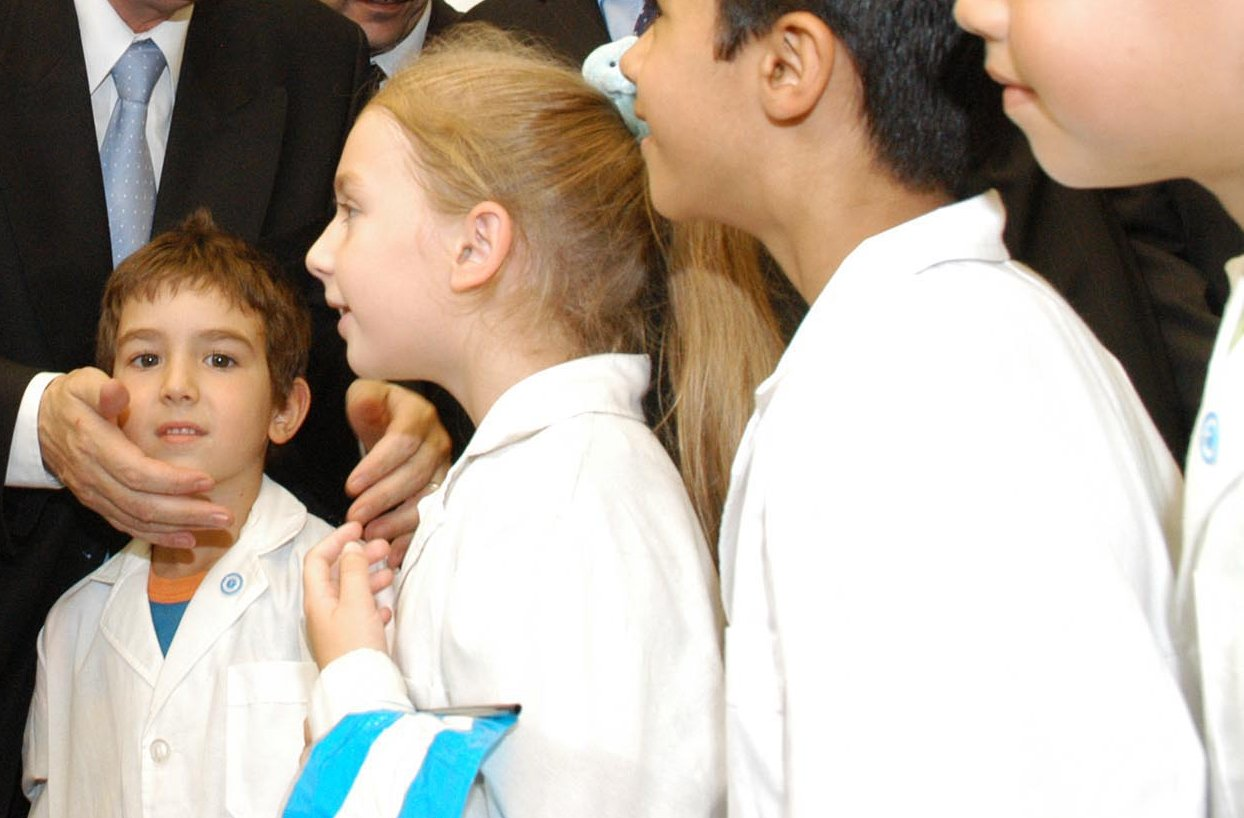
白い制服を着用したアルゼンチンの生徒

アルゼンチンの公立学校では、白のスモックが最も普及した学校制服である。これはアルゼンチンが19世紀末から20世紀初頭までイタリア移民の主要な渡航先であったため、イタリアの影響を受けたためだと思われる。幾つかの19世紀末のヨーロッパの国、特にフランスやイタリアなどはスモックを学校制服として定めていた。それは、貧しい子供たちがその貧しい衣服によって傷つかないよう、違いをカバーする方法であったと思われる。
公立学校ではの生徒は公式な制服を要求されず、生徒はスモックの下に任意の服を着用することができる。しかし多くの私立学校では公式な制服を定めており、それらのほとんどは英国風の制服を採用している。

### イスラエル
教育大臣リモール・リブナットにより、約1400のイスラエル国立学校では生徒は制服着用が求められるようになった。

### インド

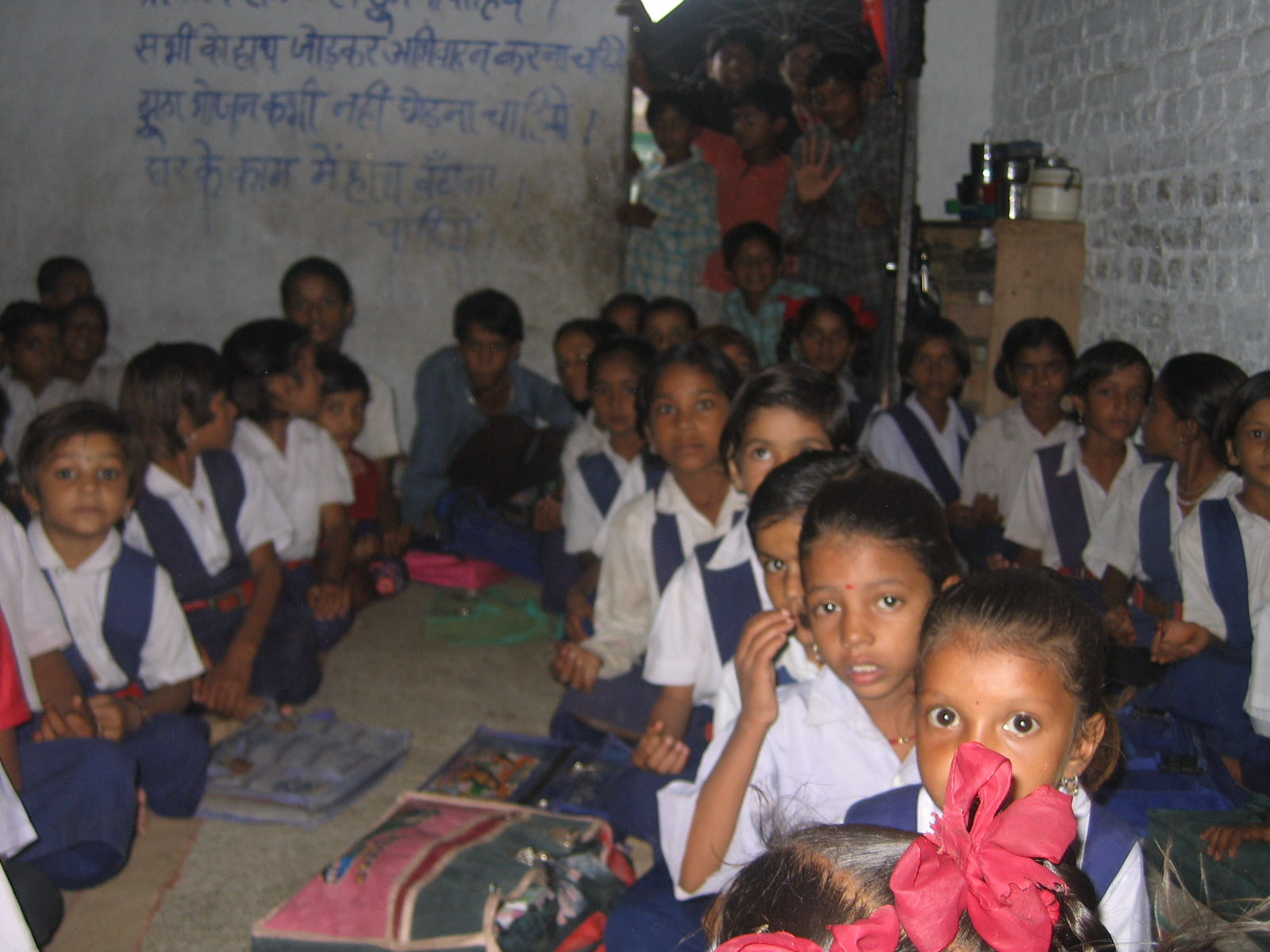
マディヤ・プラデーシュ州の初等学校
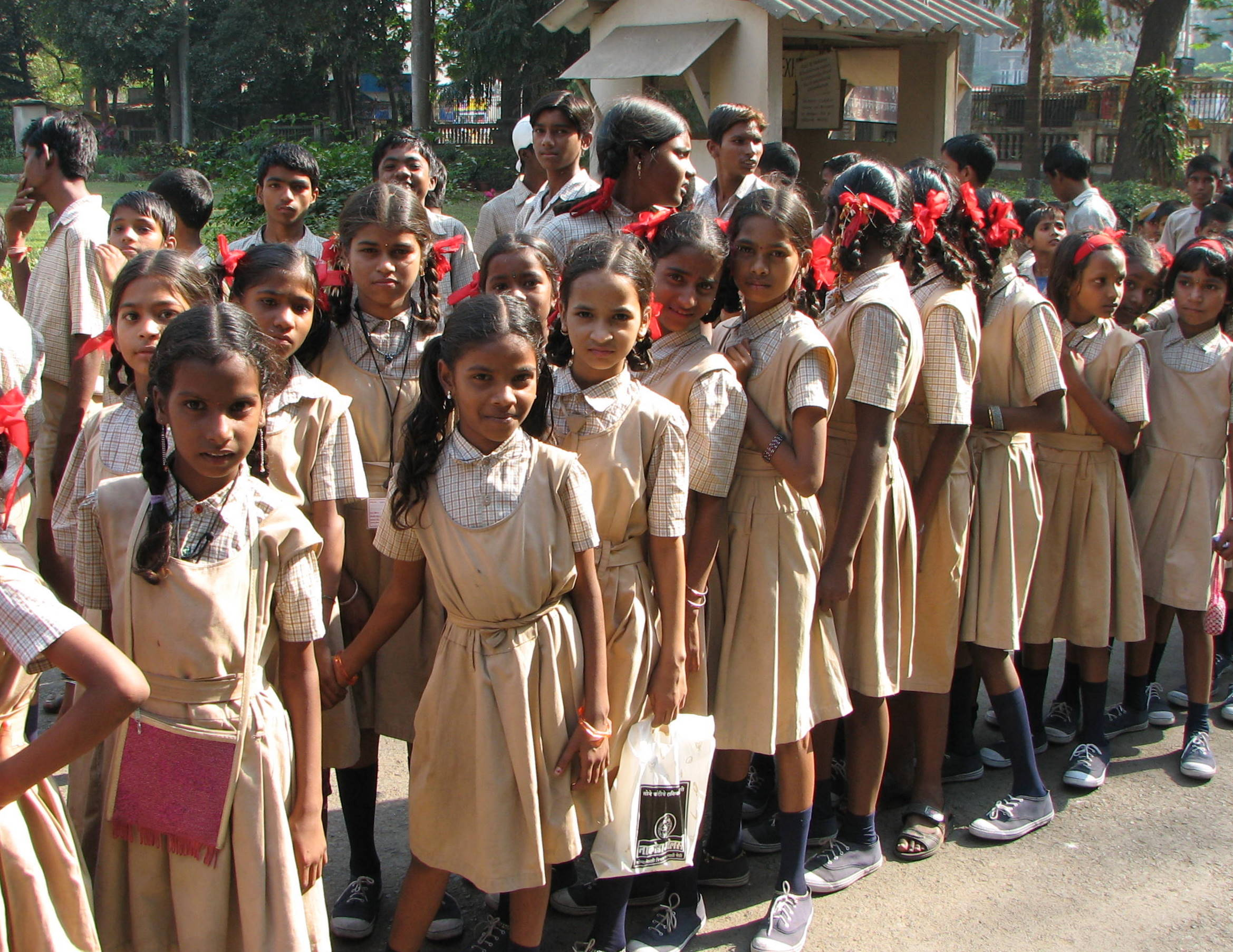
ムンバイの女学生

インドでは制服は初等学校から高等学校まで一般的である。男子は多くは明るい色のシャツとダークの長ズボンである。女子は多くはシャツとスカートである。いくつかの学校では女子にサルワール・カミーズを規定している。いくつかの学校では生徒はネクタイを着用する必要があり、特にキリスト教系ミッション校に多い。
政治的な決定で、インド政府は子供のsportingな宗教シンボルを禁止することはない。一部のイスラム教徒女子はベールを、多くのシーク教徒男子はターバンを制服に合わせて着用している。公立私立を問わず多くの学校では男子生徒の長髪や髪染めを禁止している。

### イングランド

現代の学校制服を着用したロンドン市民

### ウェールズ
英国ウェールズでは、ウェールズ議会政府が制服と外観ポリシーを定めたガイドラインを発行している。その規定では"There is no education legislation specifically covering the wearing of school uniform or other aspects of appearance such as hair colour and style, and the wearing of jewellery and makeup. However, as part of its responsibility for the conduct of the school, a governing body can specify a uniform which pupils are required to wear and other rules relating to appearance."と定められている。

### オーストラリア

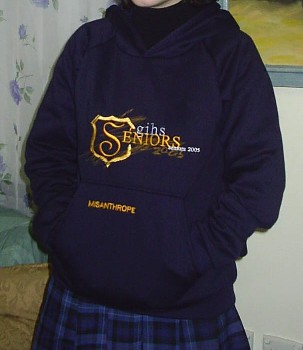
2005年撮影のオーストラリア12学校制服

オーストラリアの学校制服は一般的に英国モデルを継承している。
ほとんどすべての公立・私立学校と、全てのカトリック学校、全てのオーストラリア州では、義務的な制服ポリシーが存在する。ルールの程度は学校のシステムによりけりである。制服と外見は一般的に私立学校とカトリック学校で厳しく、公的学校では緩い。
男子の場合、制服は一般的にボタンアップの白シャツかポロシャツ、短ズボン(特に夏服)または長ズボンであり、多くはグレーである。短ズボンは暖かい時期であり、スクールカラーの足首まで長い靴下も求められる。ネクタイは一般的に私立学校の男女に規定されている。ブレザーはカトリック学校と私立学校で一般的である。女子の制服は、チェックやストライプのドレスが夏季や中等学校で一般的であり、冬季はボタンアップやポロシャツとスカートである。体育教育やスポーツのために別の制服が存在することが多く、それはショーツとシャツで構成される。女子のためにスプレージャケットやネットボールスカートが存在する。初等教育の最終学年には、最終学年であることを示す独自のパーカーやジャンパーが存在する事が多い。また、中等教育の最終段階でも、それを区別するために独自の制服を持つことが一般的になりつつある。

### ガーナ

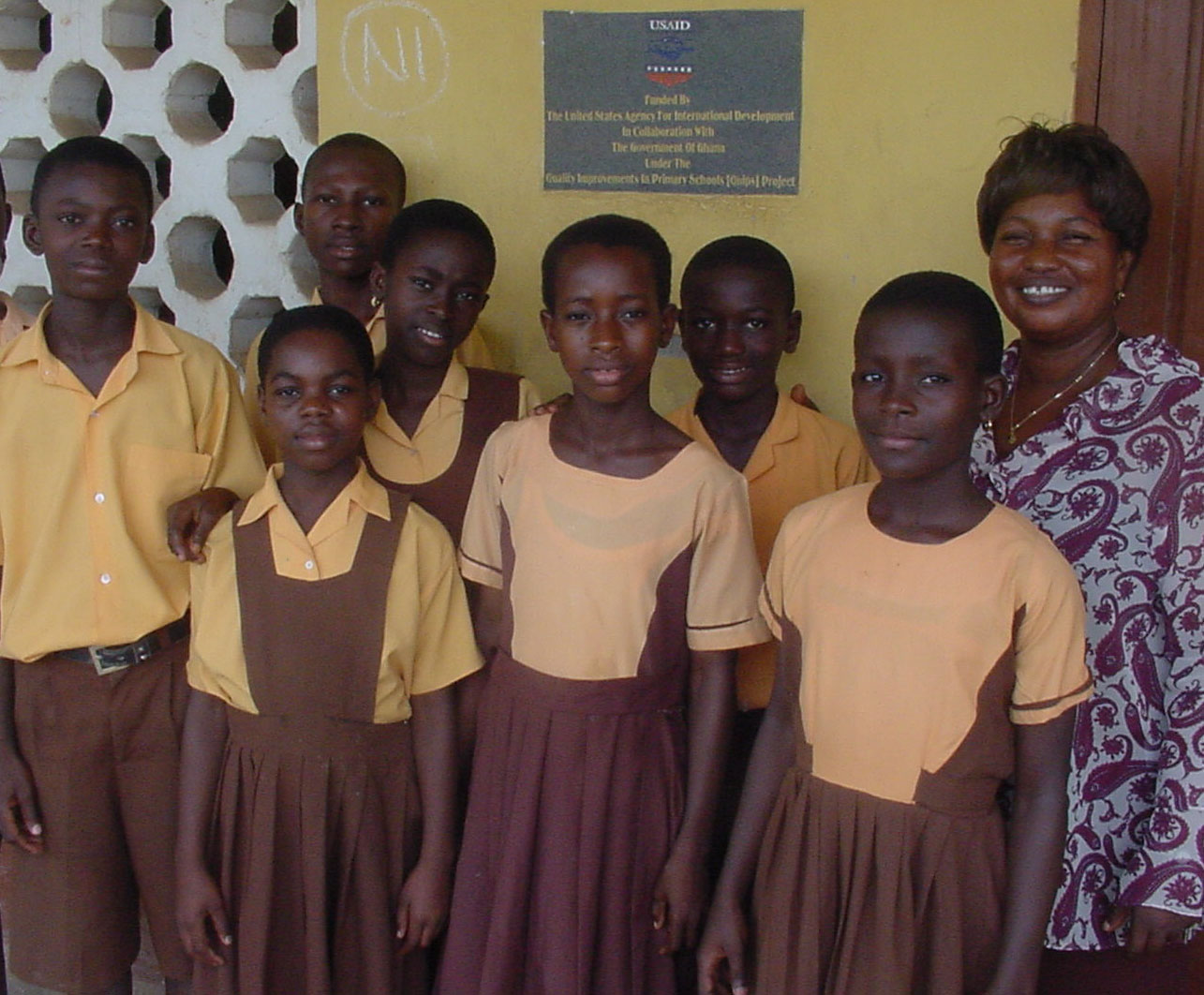
制服を着用したガーナの子供

ガーナでは、すべての生徒が学校制服を着用する必要がある。

### カナダ
公立学校はほぼ全校が私服であるが、一部の私立学校では制服が採用されている。同じ法人が運営する学校であっても、年齢層により制服が異なる場合がある。たとえばEcole Notre Dame des Victoiresで採用されている制服は、2年生以下の男女はセーラー服（男子は半ズボン、女子はスカート）、3年生以上の男子はポロシャツとスラックス、3年生以上の女子はセーラー服にスカートである。

### 韓国

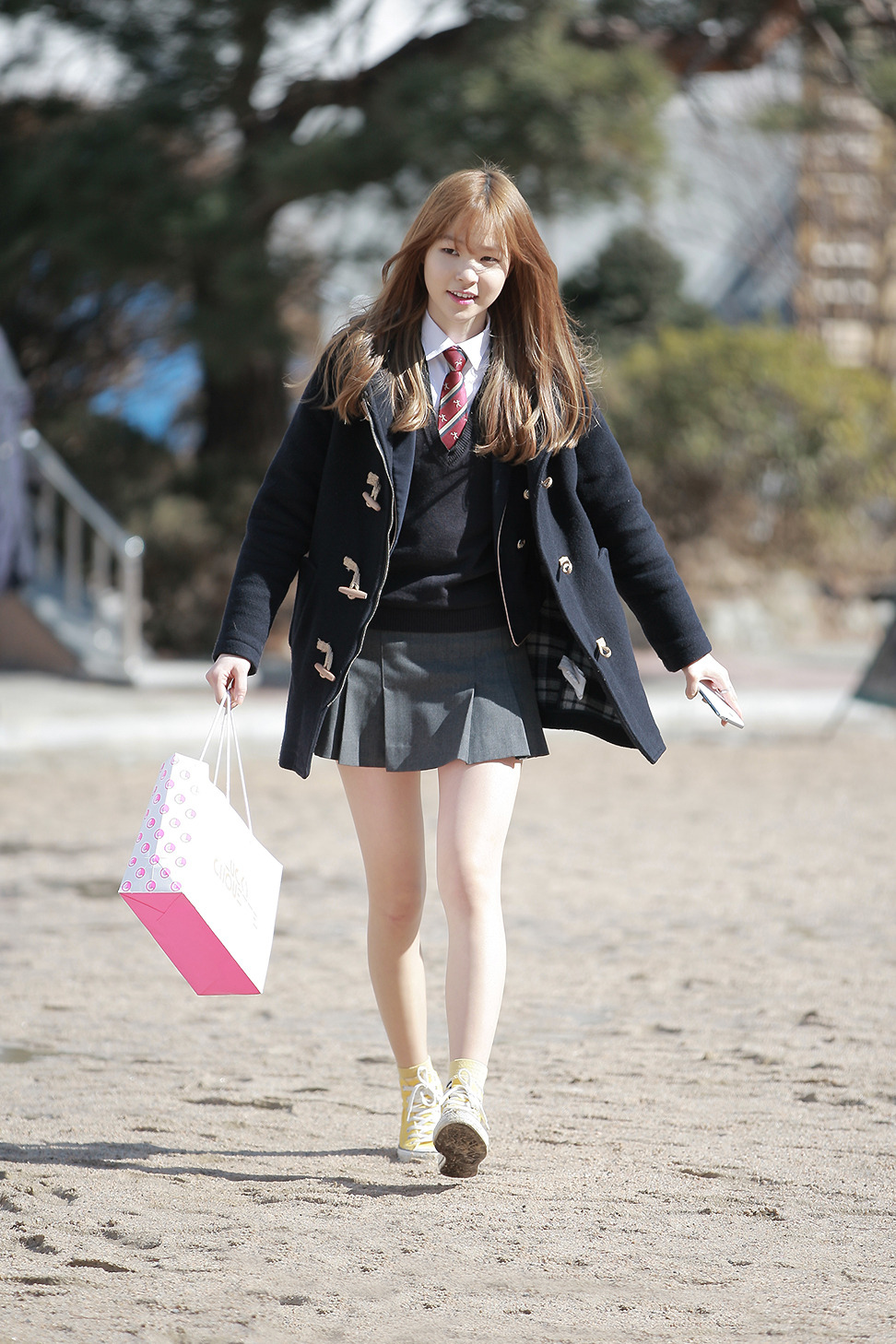
韓林演芸芸術高等学校の制服を着用したチン・ジョンソン

韓国では、学校の制服は「校服」（キョボク、교복）または「学生服」（ハクセンボク、학생복）と呼び、警察官などの「制服」（チェボク、제복）とは区別する。
大部分の中学校および高等学校に制服がある。かつては、男子生徒は詰襟学生服（韓国では「チャイナカラー」と表現する）、女子生徒は紺色のスーツ型通学服（まれにセーラー服）を着用していたが、全斗煥政権下の1984年に日帝残滓として全廃された。しかし、自由服になったことによる風紀の乱れなどを理由として、ほどなくして制服が、植民地時代を想起しないようモデルチェンジの上復活した。
ほとんどの学校でブレザーを着用する。詰襟学生服は『友へ チング』をはじめ、1980年代以前を扱った映画やドラマで登場したり、またバラエティ番組でタレントが着用することもあるが、実際に学校の制服として着用されることはない。なお、女子生徒がセーラー服に似た制服を着用する学校は存在する。衣替えは5月と10月だが、春と秋に着用する制服がある学校も存在する。中学校・高校共に、上着や夏用ワイシャツに姓名のみを刺繍した横長の名札を縫い付ける学校が多い。

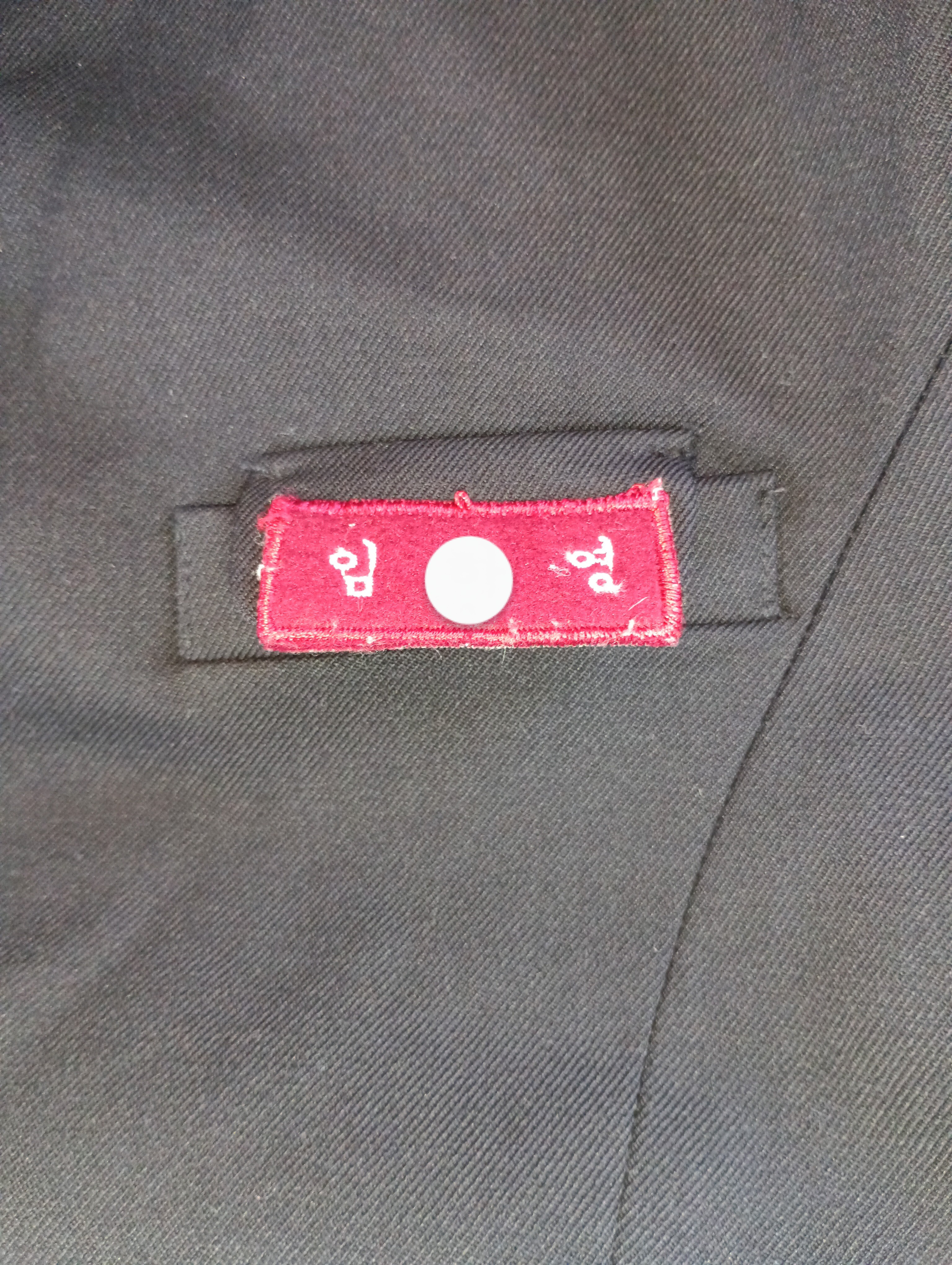
大韓民国における学校制服の名札。制服に縫い付けられており、防犯のために登下校時などは名札を胸ポケットの中にしまうことができる。

学生服市場は2007年現在過熱気味で、高級化、価格の上昇を招いている。また、大手メーカーによる談合疑惑も浮上している

### 北朝鮮

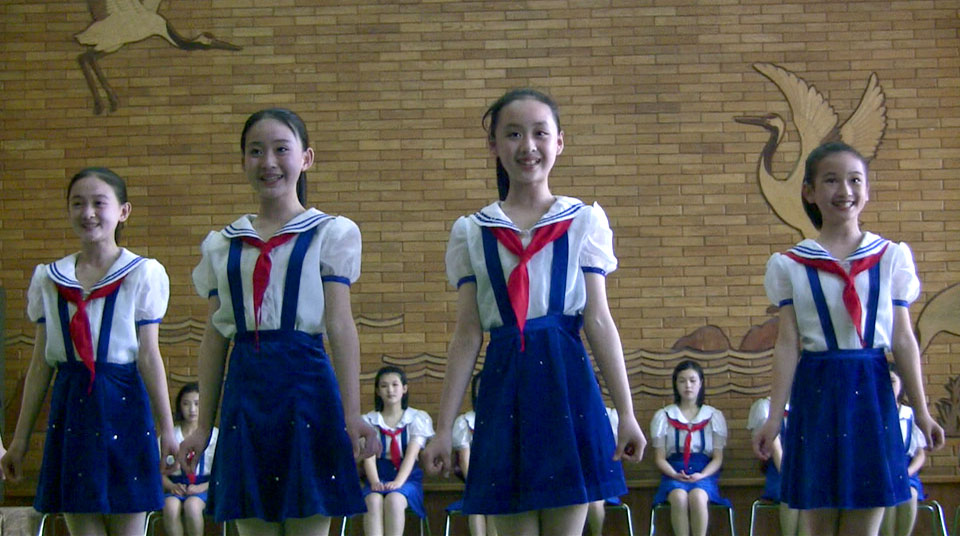
平壌の万景台学生少年宮殿でセーラー服を着た女子生徒

朝鮮民主主義人民共和国では、小学校から大学まで制服を着用する。

### カンボジア

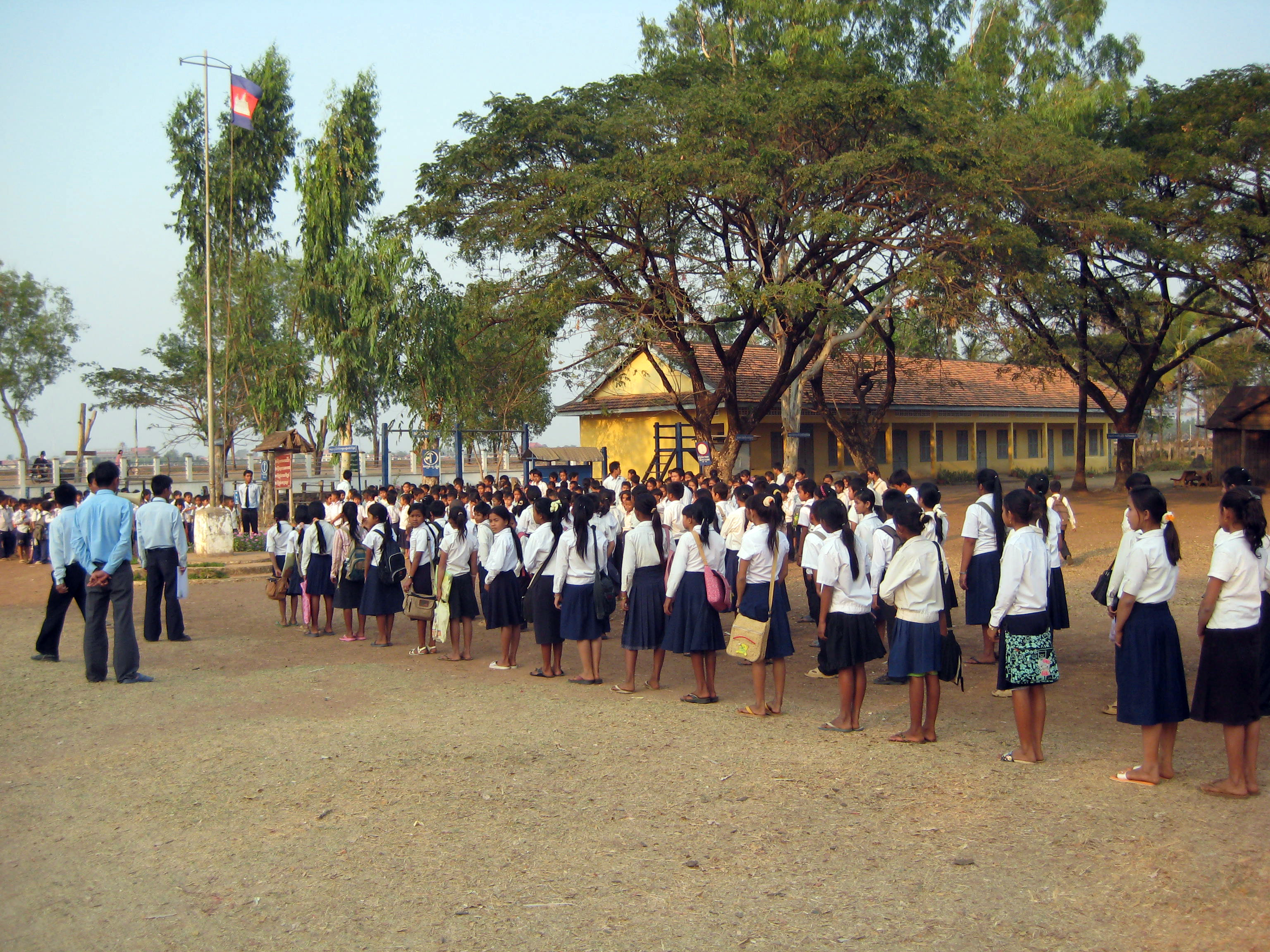
小学校の庭で制服を着たカンボジアの子供

カンボジアの制服は、1950年代のタイの制服に似ている。

### キューバ

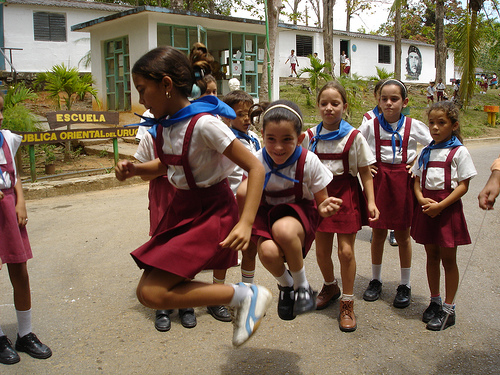
キューバの女子学校制服

キューバでは学校制服が用いられている。年齢や性別に関係なくすべての生徒は学年を示す色の制服を着用する。子供たちはキューバ開拓者集団のメンバーとしてスカーフを着用する。
キューバでは、ペルーと同じタイプのH型吊り紐の吊りスカート（赤色）が小学生女子の制服となっている他、伝統的な高校や大学の中にも、吊りスカートを制服としている学校がある。

### ジャマイカ
ジャマイカではハイスクールの女子制服が制定されており、明るい紺色のプリーツの吊りスカートである。

### スイス
ジュネーブにあるオンディーヌ音楽学校では、小学部の学生の衣装が男子、女子ともにセーラー服（男子はズボン、女子はスカート）である。

### タイ
ウィキソースには、Student Uniform Act, BE 2551 (2008)の原文があります。
タイでは1889年に制服が導入され、現在の制服は2005年から使用されている。
未就学児童から大学生まですべての生徒が制服を着用する。学校や年代に応じて制服は異なる。一般的に、男子は白のシャツと短ズボンを着用する。ズボンの色と長さは学校により様々である。男子大学生も同様だが、短パンに変わって黒のズボンを着用する。
女子は白のブラウスとスカートを着用する。スカートの色と長さは学校と年齢によって様々である。一般的に若い生徒は足に届くまでの長いスカートを着用し、大学生は短いものを着用する。スカートは一般的に青か黒であるが、学校によってその他の色も存在する。
いくつかの学校は男女ともに一日おきに代わりの制服を定めている。その多くは色つきシャツとズボンで構成される。
タイは、大学でも制服を着用している4つの国の1つである。

### 台湾
韓国と同様、かつて日本統治時代の名残で、詰襟学生服、セーラー服を着用していた。
現在の台湾では小中学校を中心に制服が着用されているが、中学校の場合セーラー服はほとんど無く、概ね日本の女子高生が着用しているようなチェック柄のものが流行のようだが、昔ながらの紺色の制服を採用している学校も多い。また、台北市立第一女子高級中学（通称・北一女）のように、日本ではほとんど見かけない明るい鮮やかな緑色の制服を採用している学校もある。これらの緑色の制服はミャンマーなどでも見かけた。蘇澳高級海事水産職業學校、東港高級海事水産職業学校など、一部の水産学校では男子、女子ともにセーラー服（水兵服、下はズボン）が採用されているが、海軍とは関係が無い。小学校の制服は、男子はYシャツに半ズボン、女子は吊りスカートであるところが多く、日本の小学校の制服と似ているが、冬期は女子も長ズボンを着用する場合がある。また、台北市敦化國小、台中縣文昌國小、高雄縣大華國小、台南市天主教私立寶仁國小などのように、男女ともセーラー服が採用されている例もある（中国大陸の場合とは異なり、海軍とは関係がない。あくまで子供服を起源とするデザインである）。なお、台湾の小学校制服には地域性があり、私服の場合も含めて、地域ごとに類似した制服が採用される傾向がある。

### 中国大陸

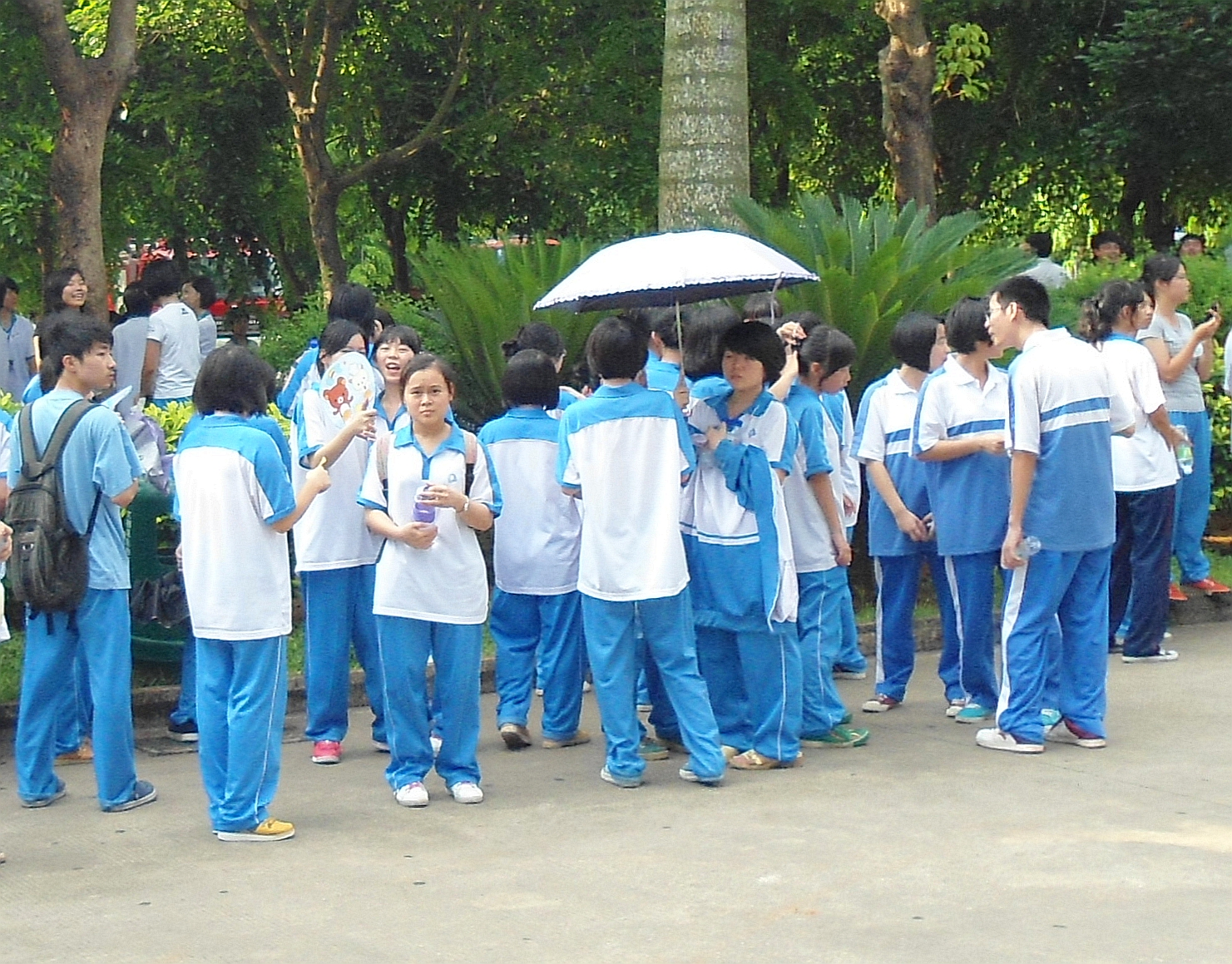
海南省海口市
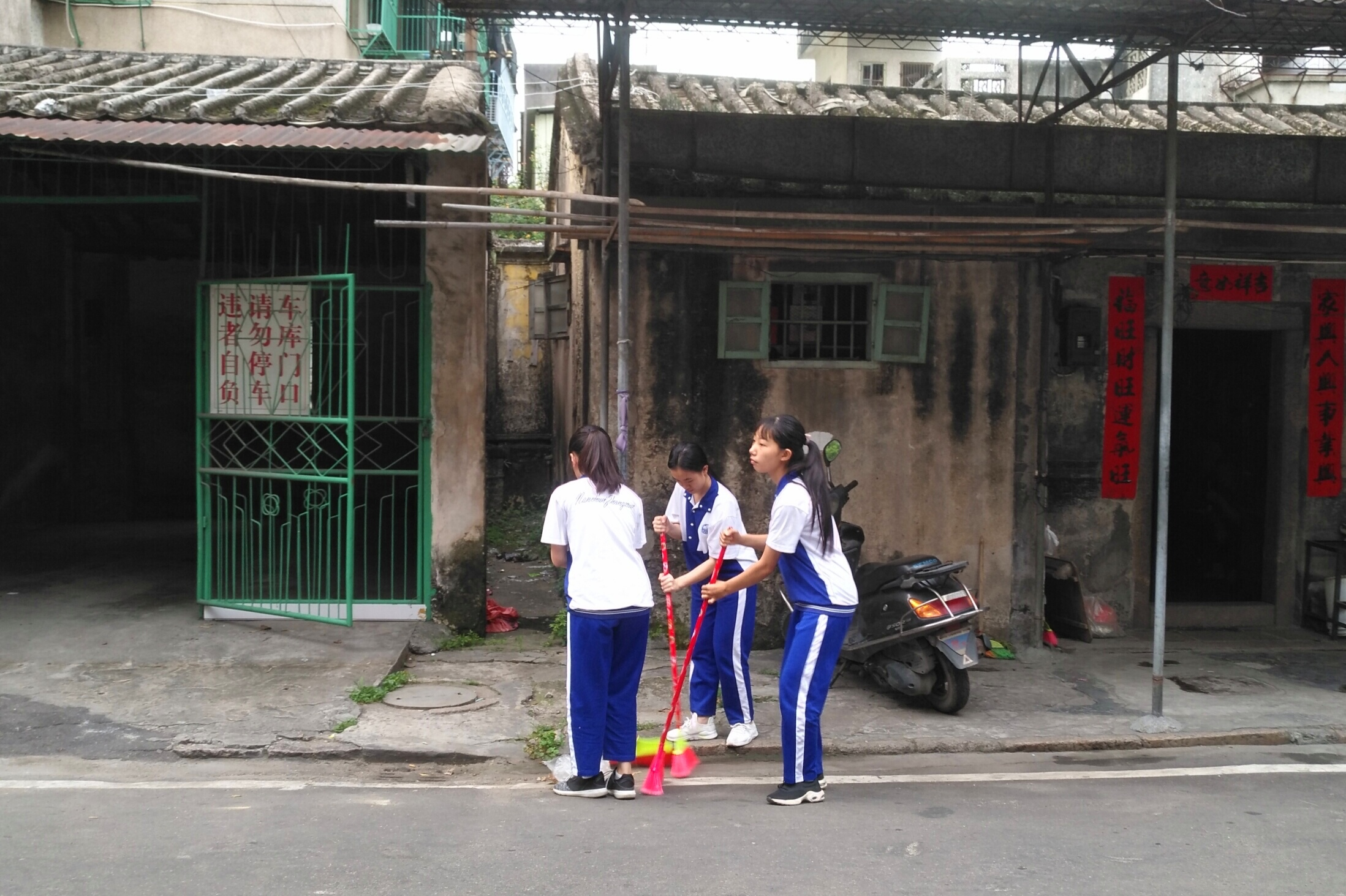
広東省潮州市
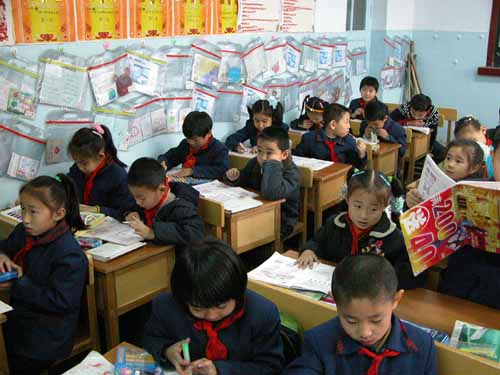
新疆ウイグル自治区での制服

中国大陸の学校では制服は一般的である。ほとんどの中等学校は、いくつかの初等学校と同様に制服の着用を求めている。中国本土での制服は通常2セット存在し、夏服と冬服がある
中学・高校生は登下校時や体育を含むすべての授業で、「校服」と呼ばれるジャージ上下を着用する。日本でいう制服もあるものの、特別な活動の際にしか着用しない
海軍少年軍校に指定された小学校および海軍が財政的な援助をした小学校では、男子・女子ともにセーラー服が採用されている。男子はズボン、女子はスカートまたはズボンをあわせる。

### チリ
チリではほとんどの学校が制服を持っている。

### デンマーク
デンマークでは、公立学校と私立学校のほとんどには制服はない。しかしながら、国で最も有名な2つの学校であるen:Herlufsholm Schoolとen:Sorø Akademiには現存している。

### ドイツ

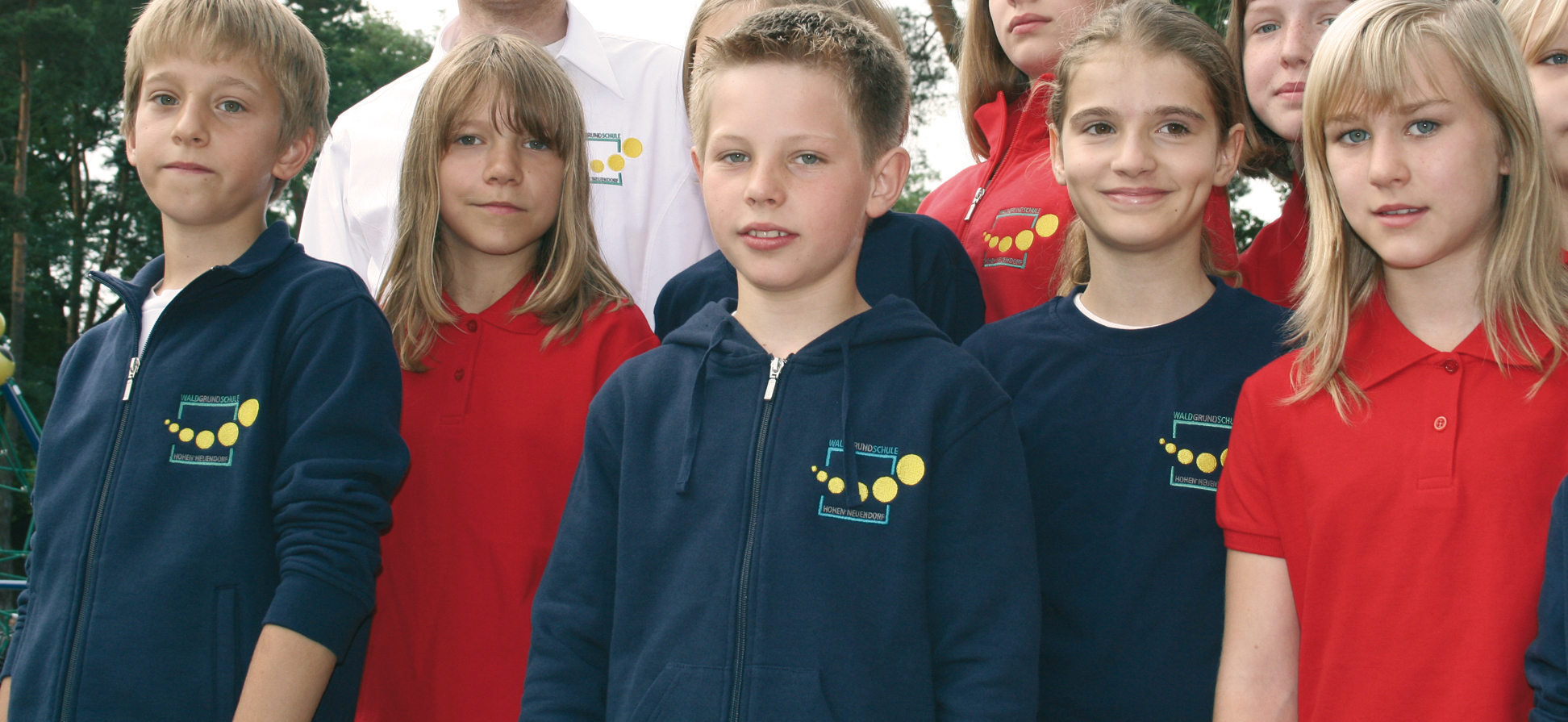
ドイツの学校生徒(2009年)

ドイツでは、16世紀から生徒に落ち着いてスタイリッシュになりすぎないよう規定が設けられ、とりわけ中等学校やグラマースクールや類似機関に多い。多くのケースでは、規定は全市民における特定社会階級を対象とした広範囲な法律の一部として定められた。
ブルーコートは中等学校の生徒の義務的なシンボルとして広がったが、18世紀の後半には使用されなくなった。新しい時代には、実質的には学校制服は修道学校や私立寄宿学校以外に存在していなかった。

### トンガ

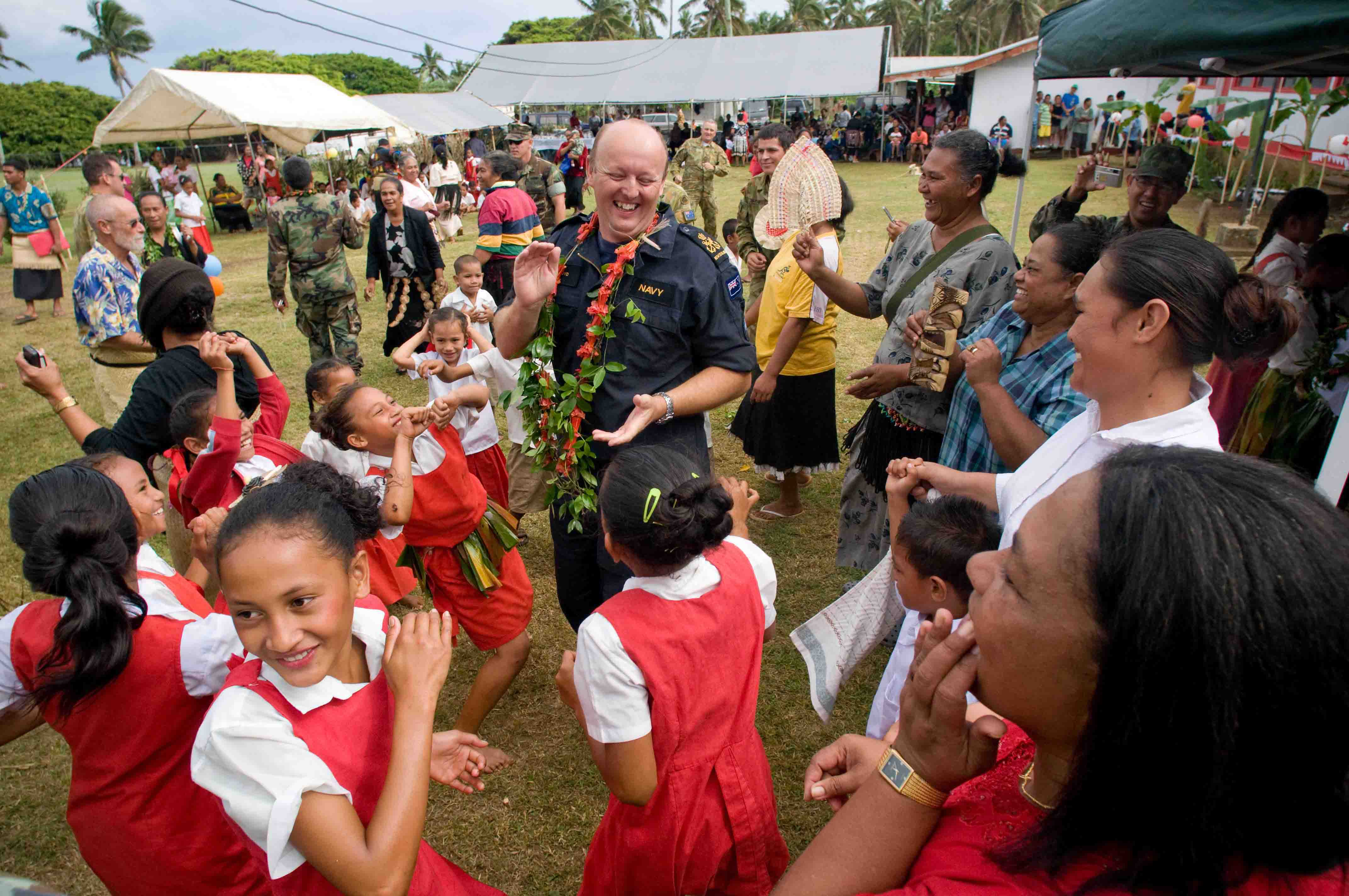
トンガの学校児童

トンガではすべての学校で制服が求められる。制服の多くは協会に関係した色で、公立学校の場合は赤である。たいていカトリック学校では水色、Wesleyanではロイヤルブルー、英国国教会ではネイビーブルー、LDS学校では緑である。スクールカラーの縞が入った民族衣装Ta'ovalaとtupenuは、通常男子がボタンアップ白シャツと共に着用する。
初等学校の生徒は多くはショーツとボタンアップ白シャツを着用する。ほぼすべてのトンガの中等学校では、女子に白シャツとジャンパースカートの着用を求めているが、カトリック学校では短袖ブラウスとスカートの着用を認めている。多くの生徒は、英国式中等学校ではローマ式サンダル、その他の多くの学校ではゴム草履を履くことが求められる。

### ナイジェリア
ナイジェリアでは学校制服が用いられている。

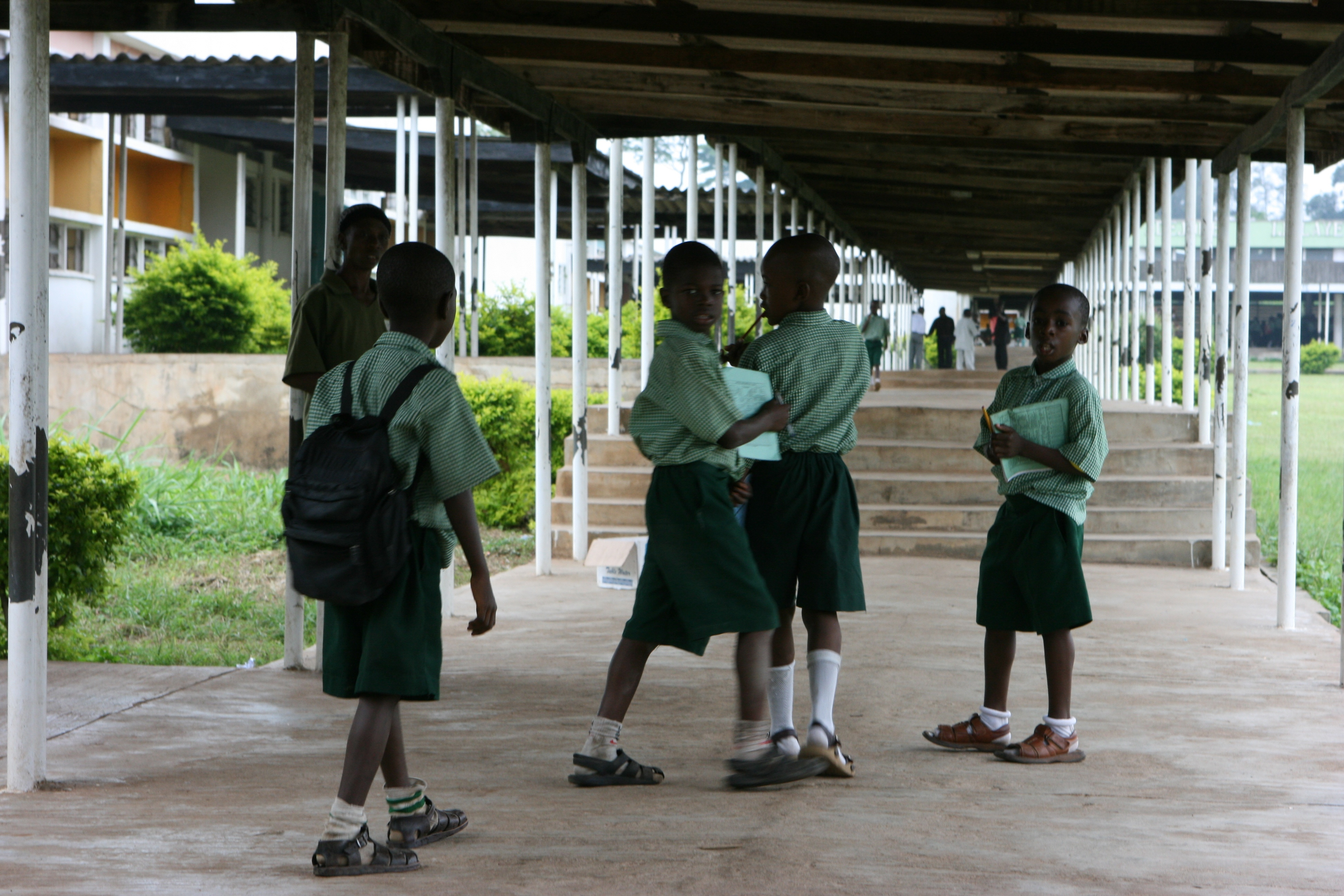
学校制服を着たナイジェリアの子供

不利な境遇の家庭のために金融的に支援するプログラムが用意されており、the Chairman of Ejigbo Local Council Development Area, LCDA, Kehinde Bamigbetanなどはラゴス州の教育水準向上を目指し、7200の制服を9つの初等学校の生徒エリアに配布した。

### ニカラグア
ニカラグアでは、ペルーほど制服は統一されていないのかもしれないが、農村部の学校にも、日本の最近の女子高の制服のような、チェック柄のおしゃれなジャンパースカートや吊りスカートが制服として採用されている学校がある。色はほとんどの場合青系の色である。

### ハイチ
ハイチでは、ハイスクールに女子制服が制定されており、赤、黄、黒、茶などの混じったチェック柄のプリーツの吊りスカートである。この国の制服は他の中南米諸国の制服に比べ、スカート丈が長めになっているのが特徴である。この国ではガールスカウトの制服も吊りスカートである。

### フィリピン
フィリピンでは、学校制服は小学校から高校まで一般的でいくつかのカレッジでも存在する。男子は、一般的に襟付き短袖白シャツ（en:Barong Tagalogに似ている）、ズボン（カーキ・黒・ブラウン・ネイビーブルー色）である。女子は、長袖または短袖の白のブラウス、リボンまたはネクタイ、プリーツスカートである。
1970から80年代まで学校制服は、男子は白の長袖シャツと黒のズボン、女子は白の長袖または短袖のブラウスとリボンと青のプリーツスカートが一般的であった。時を経て、スカートの多くは短くなり、長際は上膝から半インチまでに短くなった。最長は下膝1インチであった。違反するケースが増加したため、学校の女子の服飾規定は1990年末までにだんだんと厳しくなりスカートはそれよりも長くなった。
いくつかの学校では白シャツの上に上着とネクタイの着用が求められ、男子に多い。しかしこれは大抵はカレッジや国際学校のみである。
また、高校女子の制服スカートは吊りスカートも多く、紺色、緑色系チェックなどのが見られ、吊り紐の前胸部分に横紐の付いたH型吊り紐タイプのデザインが多い。多くは背中側は十文字に交差されているが、中には前も後ろも同じH型の吊り紐の学校もある。

### ブラジル

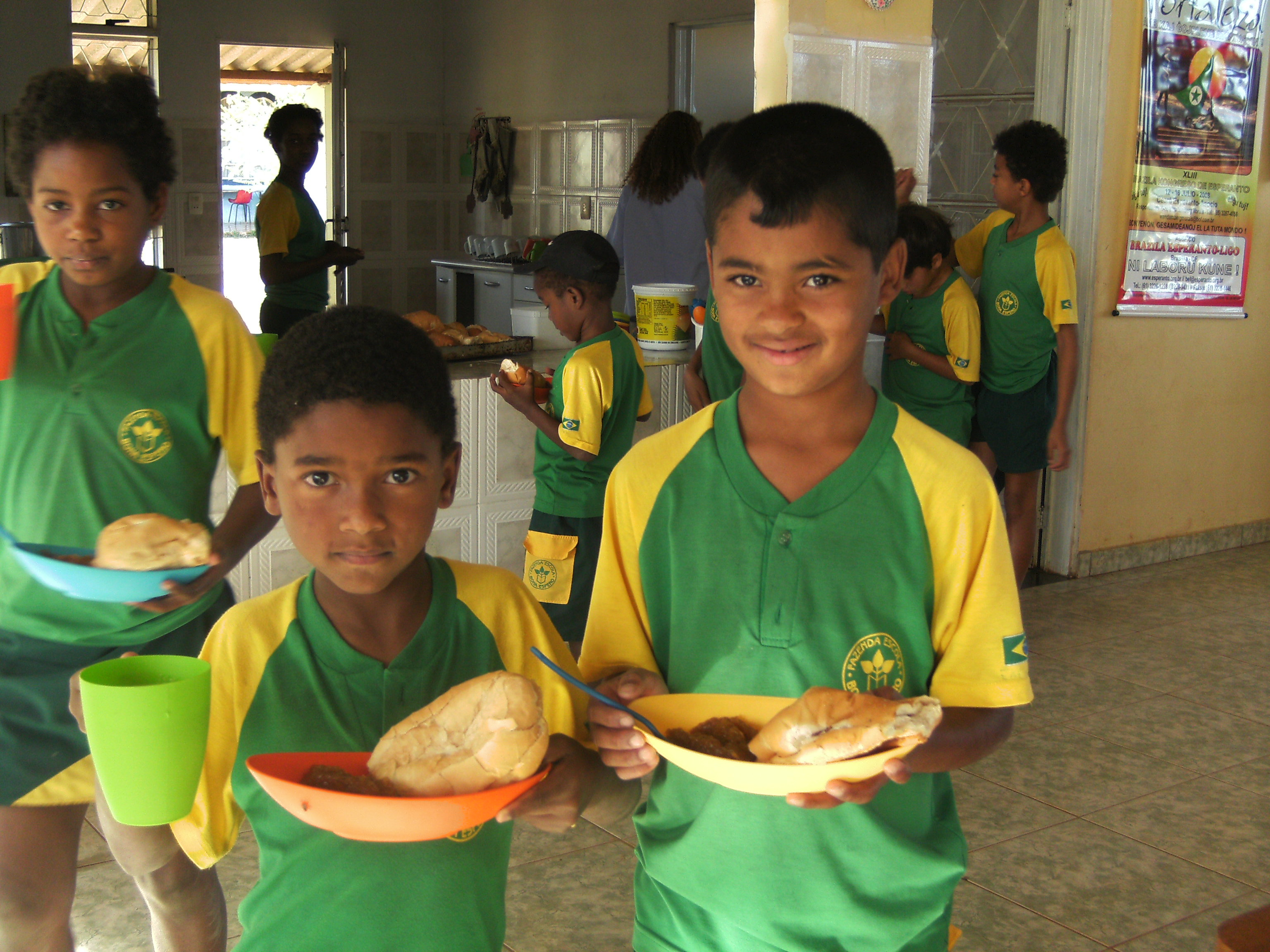
ブラジルで学校制服を着た子供の昼食

ブラジルでは、私立学校の生徒は高校でのいくつかの例外を除き制服を着用しなければならない。公的学校の生徒は制服を着用しなければならない。一般的に、制服は青のズボンと胸に校章がプリントまたは刺繍された白のＴシャツである。いくつかの学校は指定された色の靴が求められ、黒や白などである。いくつかの高校は代わりにジーンズの着用を認めている。学校は生徒の支出を抑えようと他種の衣類について制限している。

### ブルンジ

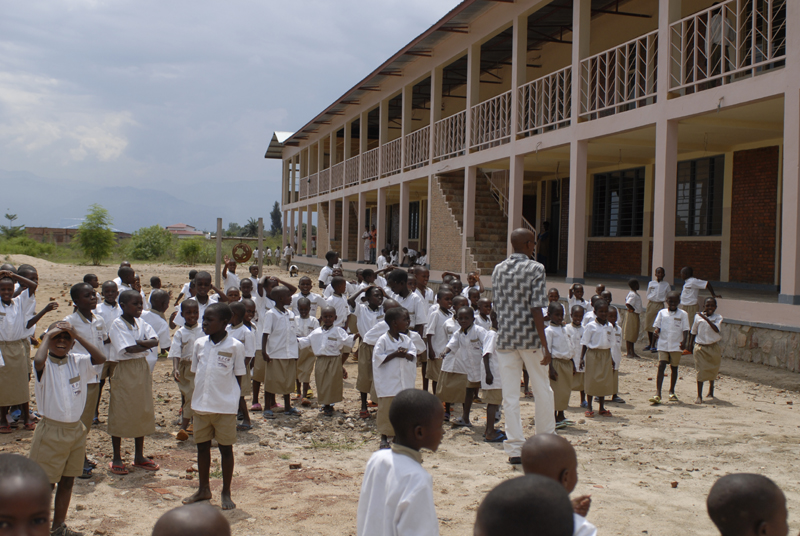
学校制服を着用したブルンジの子供

ブルンジでは、学校制服が生徒に義務付けられている。

### ベトナム

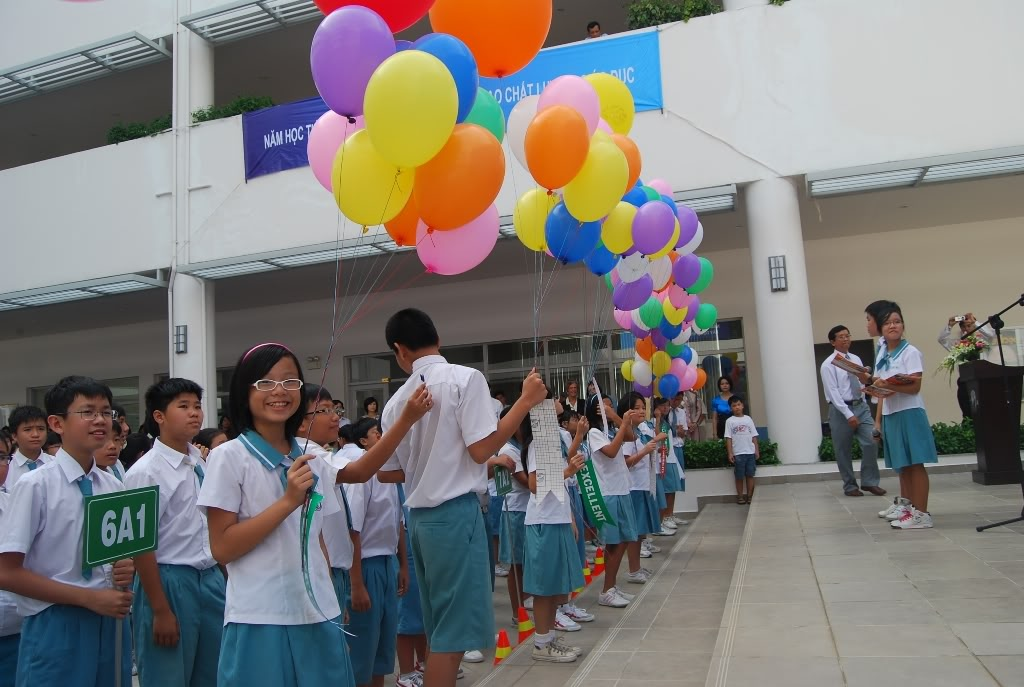
ホーチミン市Lawrence S. Ting Schoolの制服
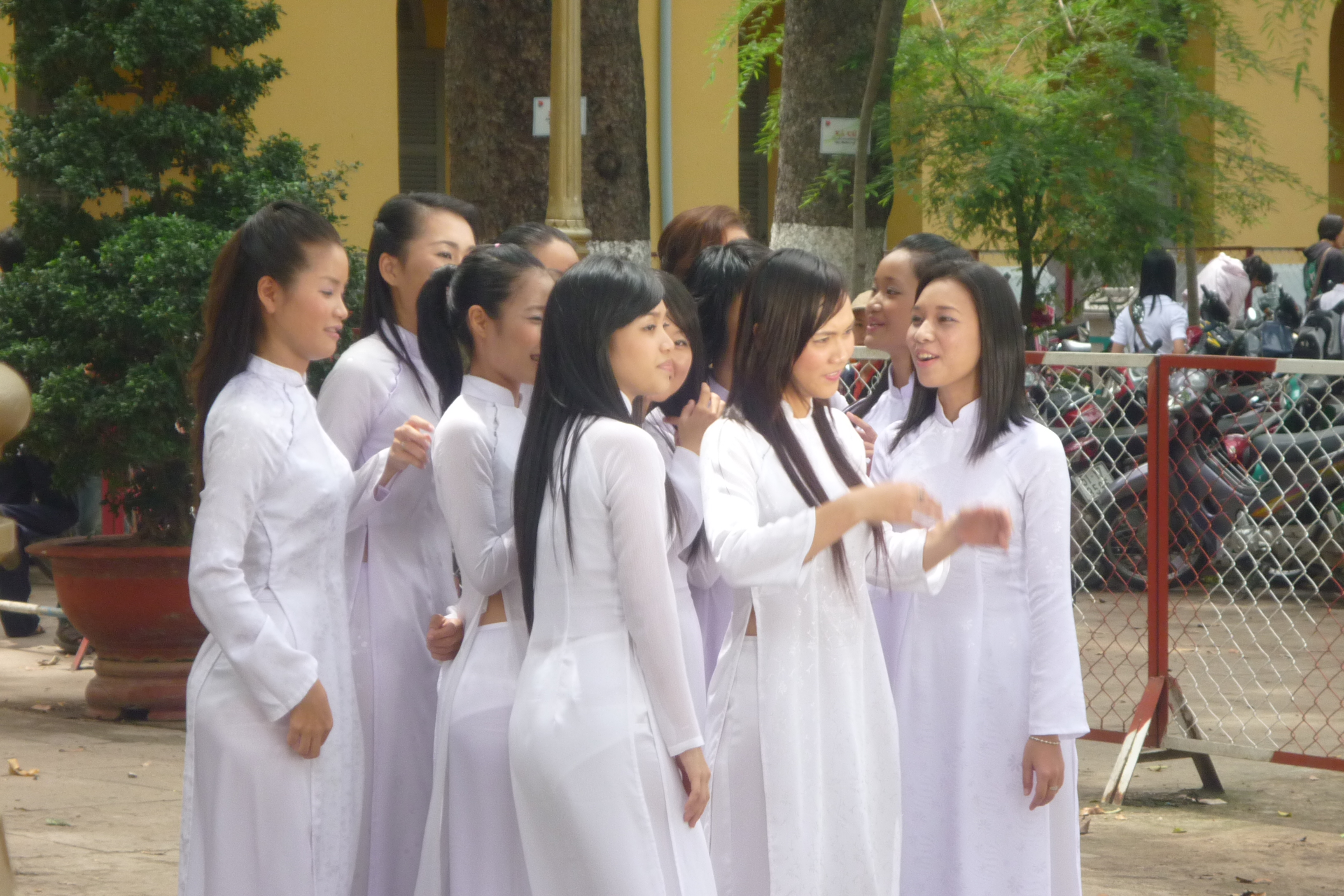
ベトナムのサイゴン大学の生徒

ベトナム南部や中部の女子高校生の制服は、民族衣装であるアオザイで、色は白である。ハノイなどの北部はブラウスにスカートである。
ホーチミン市にあるNhan viet 高校（一般高校）は、2015年に制服を変更して、男子はセーラー服、女子はセーラー襟つきのアオザイを採用した。新制服には、島嶼を守る水兵を尊敬する意味合いを込めたとのこと。
女子のみセーラー服の学校もいくつか存在する。
- International School SAIGON[18] - 小学部の女子の制服
- Le Hong Phong Gìfted High School in Nam Dinh[19] - 女子の制服がセーラー服にズボン

### ペルー

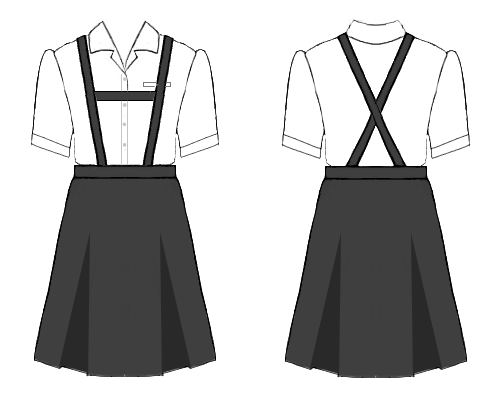
ペルーのハイスクール制服

ペルーでは小学校（6年制）から高校（5年制）まで私立校も公立校もほとんど同じデザインの制服を採用している。女子の制服は特徴的で灰色の2本箱襞の吊りスカートで、吊り紐の前胸の部分に横紐が付いて前から見るとH型になっている（背中はクロス）。リマ、トルヒーヨなどの都市部の有名私立女子高だと、この吊りスカートに、紺色のカーディガンやセーター、白のブラウス、灰色のハイソックスに黒のローファーといった、トータルデザインの制服を着用しているが、農村部の村の小学校や高校でも、たとえ裸足にサンダル履きで登校してくる女子生徒でも、スカートだけはこの吊りスカートを穿いている。また、ペルーでは最近一部のハイスクールの制服にチェック柄のものも登場している。

### ベネズエラ

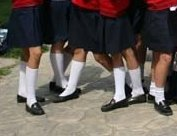
ベネズエラの学校制服

ベネズエラでは学校制服が用いられており、全ての生徒は着用しなければならない。
ベネズエラの法により、すべての学校の全教育段階において、制服が必須である。

### ポーランド
カトリック系の女学校で、女子制服としてセーラー服が採用されている例がある。
- Liceum Sióstr Niepokalanek
- niepokalanek w Wałbrzych
- Szkoły Sióstr Prezentek
- Szkoły Sióstr Prezentek w Karakowie
- Liceum i Gimnazjum Sióstr Urszulanek ur we Wrocławiu ウルスラ会の学校
- Publiczne Liceum Ogolnokształcące Sióstr Urszulanek w Ranking ウルスラ会の学校
- Zgromadzenie Sióstr Urszulanek Nnii Rzymskiej we Wrocławiu ウルスラ会の学校

また、小学校においては、男子・女子ともにセーラー服が制服として採用されている例がある。
- SZKOŁA PODSTAWOWA SIÓSTR URSZULANEK UR W LUBLINIE 直訳すると「ルブリンのウルスラ会姉妹小学校」。

### 香港

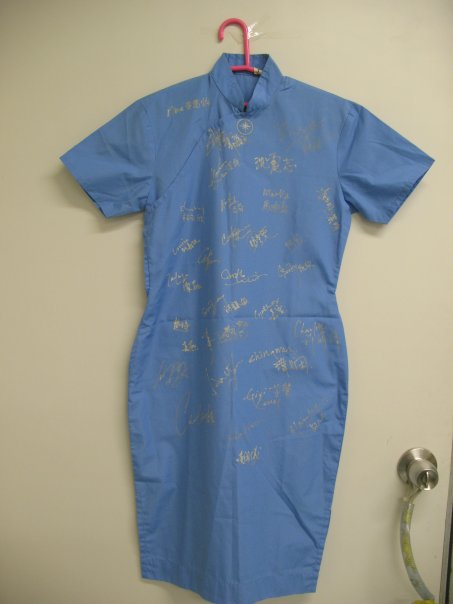
チャイナドレスの制服
(本来は無地、写真中のはクラスメイトのサイン)

旧英国植民地であった香港は英国学校の制服を持っており、いくつかの学校（とりわけ女学校）では歴史的なチャイナドレスを制服として維持している。

### マレーシア
マレーシアでは、学校制服（マレー語ではPakaian Seragam Sekolah）は公立学校に通うすべての学生に必須である。ウエスタンスタイルの学校制服がマレーシアに伝わったのは19世紀末の英国植民地時代だが、しかし今日のデザインは1970年の年頭に導入された。今日では学校制服はほぼすべての公的学校・私立学校に共通である。
マレーシアの学校制服は次のようなものがある。
- 初等学校
  - 男子
    - 白シャツ

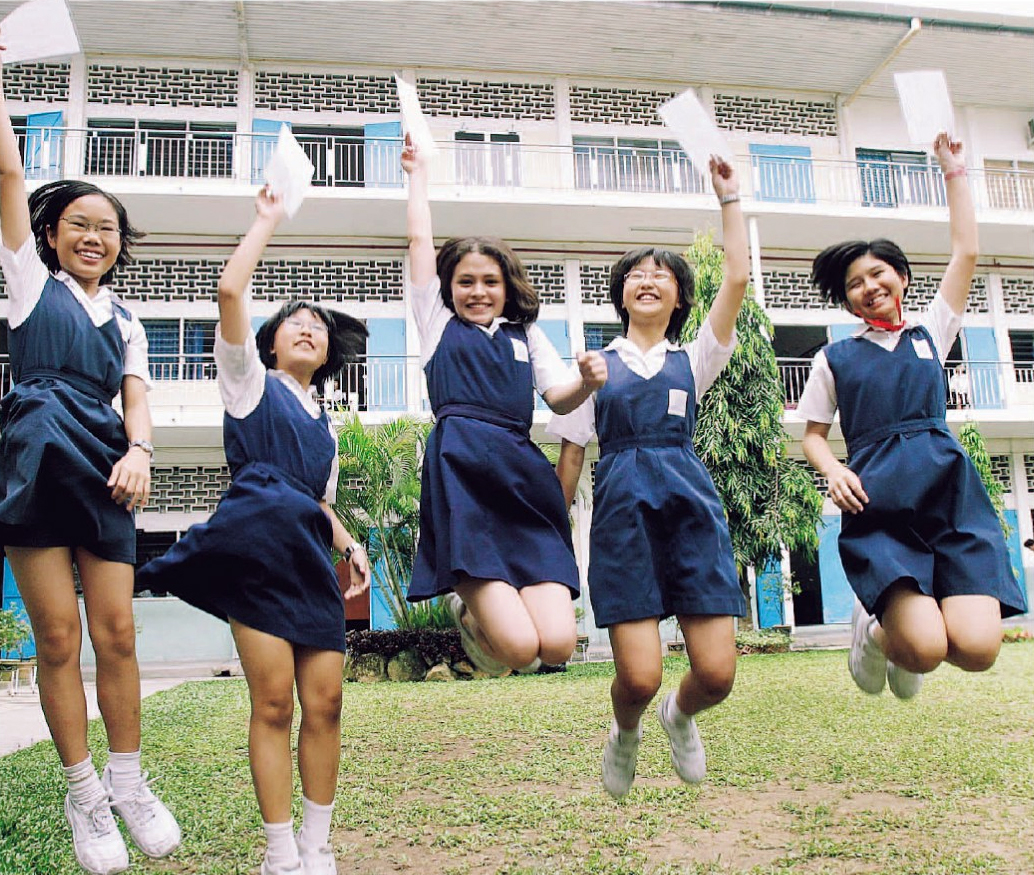
ジャンパースカートを着用したマレーシアの初等学校女子

    - ネイビーブルーの短ズボンまたは長ズボン

  - 女子
    - 白シャツの上に、ネイビーブルーのジャンパースカート、または
    - 長いネイビーブルースカートの上に、白のバジュ･クルン（en:Baju Kurung、腕までを覆うロングチュニック）
- 中等学校
  - 男子
    - 白シャツ
    - オリーブグリーンの長ズボンまたは短ズボン
    - 白いズボン（一般的に6年生のみ）

  - 女子
    - 白シャツの上に、ターコイズのジャンパースカート（1-5年生）、または
    - 白いブラウスの上に、ターコイズのスカート（一般的に6年生のみ）、または
    - ロングチュニックスカートの上に、白のバジュ･クルン（1-6年生）

生徒は白の靴下と白の靴を着用する必要がある。慎みのため、ほとんどの学校はバジュ･クルンを着用する女子生徒は単色のキャミソールを下に着る必要がある。
加えて、多くの学校は制服に校章バッジを縫いつけたりアイロンすることを求めており、たいていは左胸の位置である。いくつかの学校は校章バッジに加え、ネームタグを縫いつけることも求めている。公式の場では、バジュ･クルンを着ている場合を除き、生徒はたいてい学校指定のネクタイを着用する必要がある。
マレーシアでは、イスラム教徒の女子はバジュ･クルンを着る傾向がある。彼女たちは宗教上の理由から、白のtudung（マレーシア版のイスラム教徒ヘッドスカーフやヒジャーブ）を中等学校入学時から着用する事が多い。非イスラム教徒の女子はジャンパースカートを着用する事が多いが、いくつかの非イスラム教徒女子もバジュ･クルンを着用している。
イスラム教徒の男子は バジュ・マラユ (Baju Melayu) を金曜日に着用し、多くはソンコ (en:Songkok) 帽子を伴う。これは昼食時にモスクへ祈りを捧げるための服装である。
ネクタイは時折、クラスモニター、図書館員、その他ランクある生徒など役職者が着用している。いくつかの学校はネクタイを標準着用としているが、しかし一般的にはネクタイは学校行事や公共の場のために予約されており、熱帯気候の地域では不快であるため毎日の学校制服の一部とはされていない。
学生の髪型についても学校と教育省は関心を寄せている。学校は生徒に髪染めを許可していない。例えば、男子の髪の長さは最長で襟の上の数センチで、もみあげは許可されない。男子の髪の規制の違反は、ときおり鞭打ち刑で罰せられ、別の学校では代わりに学校側で強制的に散髪する。
ヘアジェルの使用はいくつかの厳格な学校では禁止されており、過剰な美容を防ぐことを目的としている。女子の場合は、長髪の場合は適切に結ぶ必要があり、ポニーテールなどにすることが多い。いくつかの学校は使用できるヘアアクセサリーの色と種類が指定されている。いくつかの学校では長髪を禁止している。メイクをして登校することは禁止されている。
学校では通常、教師や役職者の定期的なチェックにより、学校の制服コードを統制している。検査に抵触した生徒は警告され、マイナスポイントを付与され公的に罰せられ、学校から家庭に送られるか、体罰を受ける。

### ミャンマー
ミャンマーでは小中学校を中心に制服が指定されており、明るい緑色が目に付く。また、この国の女子制服は小学校でも数種類のものを選択着用できるようである。同じ学校の生徒が、ワンピース状の制服、胸当て付きの吊りスカート、普通の吊りスカートを着用して登校している。この制服バラエティの中には民族衣装のデザインもあり、女の子のみならず、男の子もそのロングスカートのような制服を着用して通学する姿も見られた。いずれも色は同じ明るい緑色である。
ミャンマーの公的学校では、幼稚園から10学年までの間は制服を着用しなければならない。幼稚園から4年生までは、男子は白シャツと緑のズボン（長短が可能）が義務である。女子も同様に白シャツとスカートまたはズボンで構成される。5年生から入学までは、伝統的なビルマ衣装が適切な学校制服とみなされている。男子は白シャツ（マンダリン襟または襟なし）、pasoと呼ばれる緑のサロン、ビルマサンダルである。女子は伝統的なビルマブラウス（yinziは前開き, yin-phonは横開き）と、htameinと呼ばれる緑のサロン、ビルマサンダルである。

### ロシア

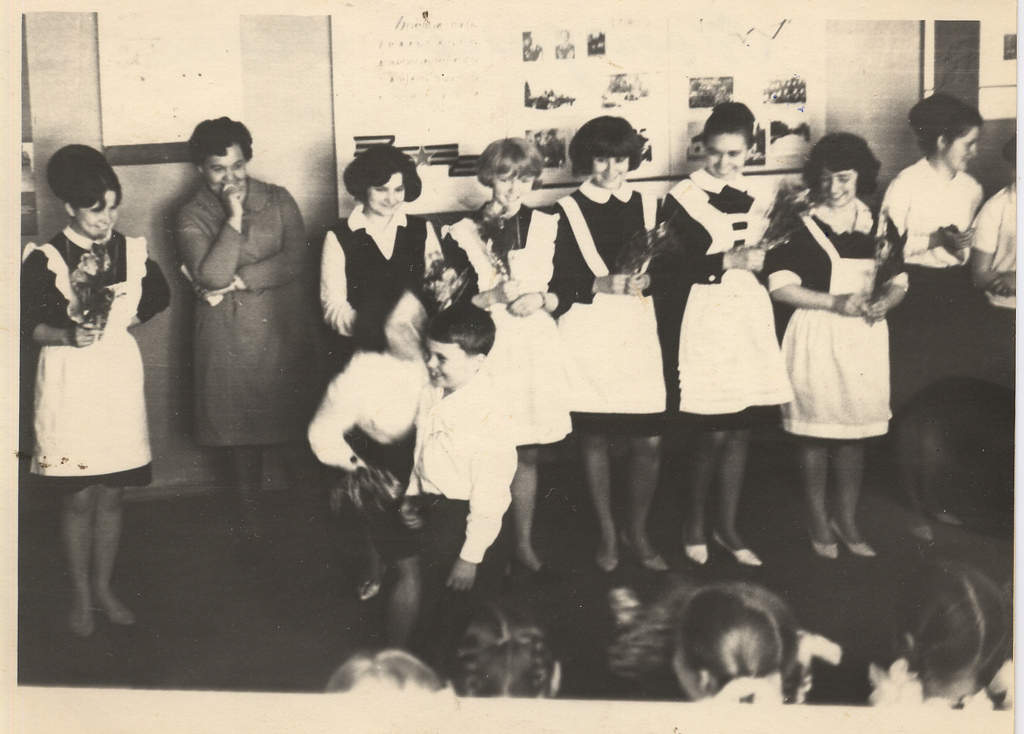
ソ連の伝統的学校制服を着用してlast bell celebrationに参加する女子

ロシアの学校制服は、1917年のロシア革命後に廃止されたが1948年に再導入された。初期は新しい制服は共産主義化される前のものに非常に似ていた。着用する制服は制度化され、ルールに従わない生徒は罰せられた。
ソビエト連邦スタイルの制服は1962年に近代化され、それ以来各時代により変更されてきた。ソ連の年代によってバリエーションが存在する。男子は一般的にダークブルーのズボンとジャケットであった。女子は黒のエプロンと黒のボウネクタイにブラウンのドレスであり、特別な機会には白のエプロンとボウネクタイを着用した。
ピオネールのメンバー（名目上は全ての生徒が加盟している）は有名な赤ネクタイを着用していた。体育教育のクラスには特別なスポーツユニフォームが存在した。1980年代の初めには、ダークブルーのスリーピーススーツが女子に定められ、厳密な髪の長さについての規制が緩和された。
1992年には義務教育での制服は廃止された。今日ではロシアには統一された制服は存在しない。しかしいくつかの学校は生徒に着用を義務付けた制服が存在する。制服のない教育機関にも特定のドレスコードが存在する場合がある。
卒業式のために、伝統的なソ連スタイルの茶色のドレスを着用する女子もいる。